# MozillaZine
MozillaZine est un site web contributif d'informations traitant des logiciels de la fondation Mozilla (la suite Mozilla, Firefox, Thunderbird, Sunbird, XULRunner, etc.) et des projets satellites (SeaMonkey, extensions, thèmes, Nvu, etc.). Considéré comme le site principal de la communauté Mozilla, il inclut aussi des sites comme mozdev.org et XulPlanet.
Le site a été créé par Chris Nelson le 1er septembre 1998 (juste quelques mois après Mozilla.org, créé le 23 février 1998), et a rapidement gagné en popularité.
Beaucoup font l'erreur de croire que le site est le porte-parole de Mozilla. Cependant, le site est complètement indépendant de la fondation Mozilla, bien qu'il entretienne de bonnes relations avec pas mal de ses effectifs.
MozillaZine apporte principalement des nouvelles à propos des projets Mozilla et afférents. Étant donné qu'il est lié à Mozilla, il tend à apporter des informations sur le développement, avant tout le monde. Ses informations sont très précises.
MozillaZine héberge des forums, des blogs, mais aussi une base de connaissance sur un wiki.
Le webzine est officiellement entré en hibernation. La dernière nouvelle publiée remonte au 30 juin 2009. Les forums, blogs, wiki, continuent de fonctionner, ainsi que les éditions étrangères encore en activité (française, japonaise et espagnole) qui produisent indépendamment leur propre contenu original.